# Christliches Kunstblatt für Kirche, Schule und Haus

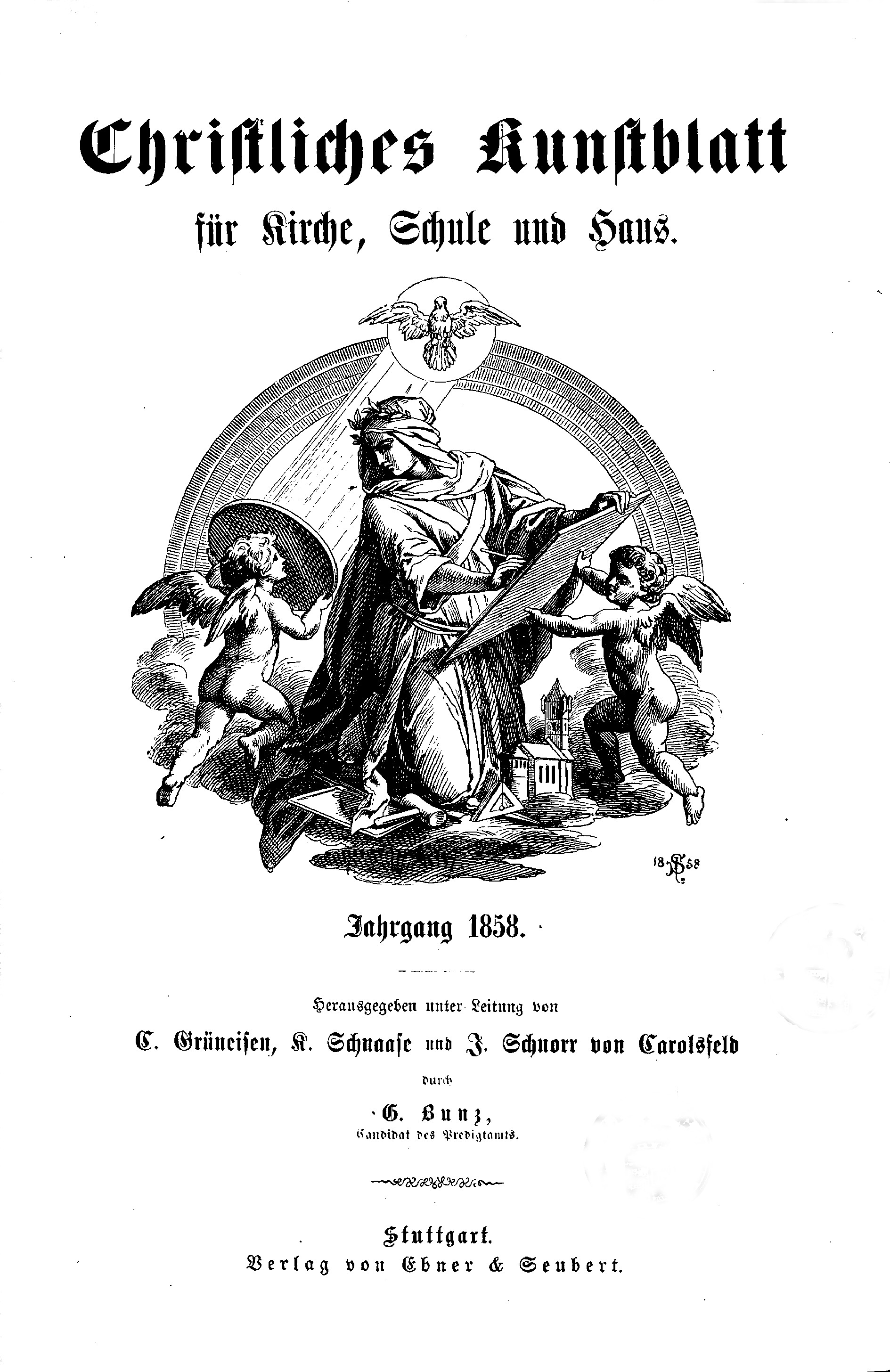
Titelblatt der Erstausgabe von 1858

Das Christliche Kunstblatt für Kirche, Schule und Haus war eine Kunstzeitschrift für evangelische Christen, die von 1858 bis 1919 in Stuttgart erschien. 

## Übersicht
| Titel der Zeitschrift | Christliches Kunstblatt für Kirche, Schule und Haus |
| Gattung               | Kunstzeitschrift |
| Leserkreis            | kunstinteressierte evangelische Christen |
| Gründer               | Carl Grüneisen, Karl Schnaase, Julius Schnorr von Carolsfeld |
| Herausgeber           | Carl Grüneisen, Karl Schnaase, Julius Schnorr von Carolsfeld, Carl Gottfried Pfannschmidt, Heinrich von Merz, Johannes von Merz, Markus Zucker, David Koch, Oskar Thulin                                                               |
| Erscheinungsverlauf   | [1.]1858, Oktober – [20.]1878 21.1879 – 61.1919, Dezember 62.1927, August Nicht erschienen: 1920 – 1927, Juli |
| Erscheinungsweise     | monatlich (mit Ausnahmen) |
| Verlag                | 1858-1873 Ebner & Seubert, Stuttgart; 1874-1907 Steinkopf, Stuttgart; 1908-1910 Callwey, München; 1908-1919 Verlag für Volkskunst Richard Keutel, Stuttgart; 1927 Verlag für Volkskunst und Volksbildung Richard Keutel, Lahr in Baden |
| Seitenumfang          | mindestens 196 Seiten, ab 1904 mindestens 384 Seiten pro Jahr (außer 1858 und 1927; ohne Verzeichnisse und Beilagen) |
| Beilagen              | 1911-1912: Flugschrift des Volkskunstbundes (6 Nummern) außerdem: Bilderbeilagen und Notenbeilagen |
| ISSN                  | 0930-4223 |
| ZDB-ID                | 515444-3 |
| Abkürzung             | CKBK |

Das Christliche Kunstblatt wurde unter der Ägide von Carl Grüneisen zusammen mit Karl Schnaase und Julius Schnorr von Carolsfeld 1858 begründet und herausgegeben. 1857 hatte Grüneisen mit anderen zusammen bereits federführend den Verein für christliche Kunst in der evangelischen Kirche Württembergs begründet, dessen erster Vorsitzender er bis zu seinem Tode war. Der Verein richtete sich gegen ein staatlich organisiertes Kirchenbau-Programm und hatte es sich zum Ziel gesetzt, den evangelischen Kirchenbau und das Kunstverständnis der Kirchenmitglieder zu beeinflussen.
Die Zeitschrift wollte evangelische Christen ansprechen, die sich für Kunst interessierten, aber keine Fachleute waren. Dies soll auch der Untertitel der Zeitschrift „für Kirche, Schule und Haus“ zum Ausdruck bringen. Die meist langjährigen Herausgeber wechselten im Lauf der Jahre, wenn ein bisheriger Herausgeber starb oder wegen Arbeitsüberlastung ausschied. Die Zeitschrift erschien auch während des Ersten Weltkriegs in unvermindertem Seitenumfang, bis sie 1919 eingestellt wurde.

## Herausgeber

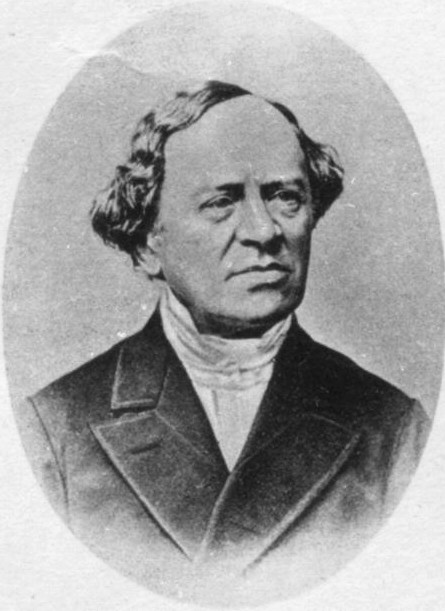
Carl Grüneisen
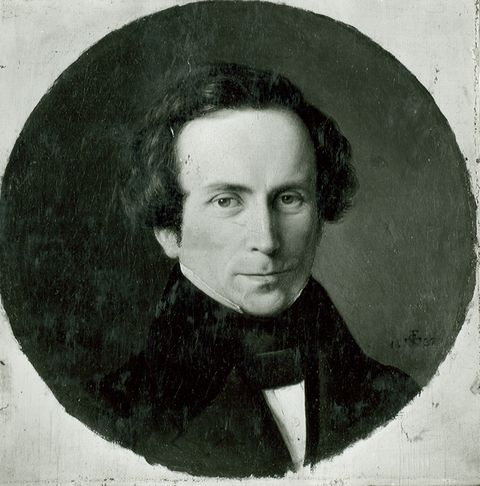
Karl Schnaase
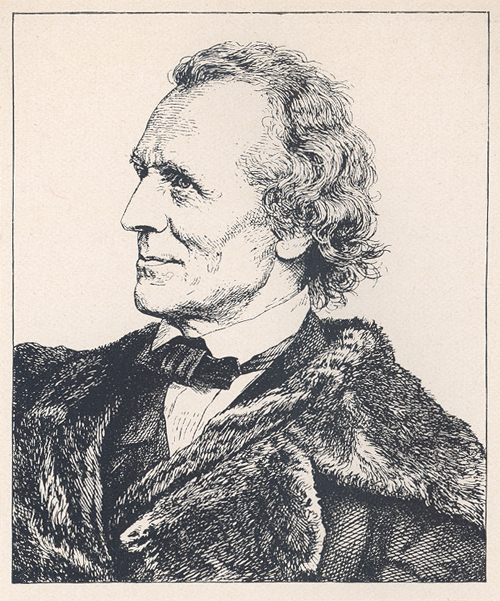
Julius Schnorr von Carolsfeld

Die Zeitschrift wurde im Oktober 1858 gegründet. Die Gründungsherausgeber waren: 
- der evangelische Theologe Carl Grüneisen (1802-1878) in Stuttgart
- der Jurist und Kunsthistoriker Karl Schnaase (1798-1875) in Berlin
- und der Maler Julius Schnorr von Carolsfeld (1794-1872) in Dresden

Die Initiative zur Gründung der Zeitschrift ging von Carl Grüneisen aus, dem Sohn des ersten Herausgebers des  Morgenblatts für gebildete Stände, für das er auch kunsthistorische Beiträge lieferte. Er verfasste das programmatische Vorwort zur ersten Ausgabe der Zeitschrift (Grüneisen 1858).
Herausgeberwechsel fanden statt, wenn ein Herausgeber verstarb oder wegen Arbeitsüberlastung ausschied. Im Laufe der Jahre kamen zu den Gründern der Zeitschrift die folgenden Herausgeber hinzu:
- der Maler Carl Gottfried Pfannschmidt (1819-1887) in Berlin
- der evangelische Theologe Heinrich von Merz (1816-1893), Oberkonsistorialrat in Stuttgart
- der evangelische Theologe Johannes von Merz (1857-1929), Sohn von Heinrich von Merz
- der Bibliotheksdirektor Markus Zucker (1841-1915) in Erlangen
- der evangelische Theologe David Koch (1869-1920), Pfarrer in Unterbalzheim, ab 1910 in Stuttgart[3]
- der evangelische Theologe und Archäologe Oskar Thulin (1898-1971) in Halle

David Koch war Alleinherausgeber von 1904 bis zu seinem Tod im Jahr 1920 (der letzte Jahrgangsband erschien im Jahr 1919).
Die folgende Tabelle zeigt die Liste der Herausgeber und den Zeitraum ihrer Wirksamkeit.
| Von  | Bis  | Herausgeber                                                  |
| 1858 | 1871 | Carl Grüneisen, Karl Schnaase, Julius Schnorr von Carolsfeld |
| 1872 |      | Carl Grüneisen, Karl Schnaase                                |
| 1873 | 1875 | Carl Grüneisen, Karl Schnaase, Carl Gottfried Pfannschmidt   |
| 1876 | 1877 | Carl Grüneisen, Carl Gottfried Pfannschmidt                  |
| 1878 | 1887 | Carl Gottfried Pfannschmidt, Heinrich von Merz               |
| 1888 | 1893 | Heinrich von Merz                                            |
| 1894 | 1900 | Johannes von Merz                                            |
| 1901 | 1903 | Johannes von Merz, Markus Zucker                             |
| 1904 | 1918 | David Koch                                                   |
| 1919 |      | NN                                                           |
| 1927 |      | Oskar Thulin                                                 |

## Erscheinungsverlauf
Im Gründungsjahr 1858 erschien das Christliche Kunstblatt in sechs Heften ab Oktober des Jahres. Von 1859 bis 1919 wurde monatlich ein Heft ausgeliefert, bisweilen und im letzten Jahr auch eine Doppelnummer für zwei Monate. Mit dem Jahrgang 1919, der noch vollständig erschien, wurde die Zeitschrift wegen Verlagsschwierigkeiten eingestellt. Sie erschien im August 1927 noch einmal mit einem Heft, wurde jedoch nicht fortgeführt.
In den ersten 21 Jahren blieben die Jahrgänge unnummeriert, ab 1879 wurde die Jahrgangsnummer auf dem Titelblatt der Einzelhefte angegeben, ab 1904 auch dem Titelblatt des Jahrgangs. Da die Herausgeber den Jahrgangsband 1879 als zwanzigsten Jahrgang zählten, hätte man dem ersten Jahrgang 1858 eigentlich die Nummer 0 zuordnen müssen. Üblicherweise werden aber die beiden Jahrgänge 1858 und 1859 zusammen unter der Jahrgangsnummer 1 subsumiert.

## Erscheinungsweise
Ab 1860 wurden jährlich zwölf Hefte versandt, mit einem Umfang von etwa 192 Seiten pro Jahr. Ab 1904 wurde die Seitenzahl pro Jahr auf mindestens 384 erhöht.
In den Anfangsjahren 1858–1859 wurde alle 14 Tage ein Heft mit einem Umfang von 8 Seiten versandt. 1860–1862 wurden die Hefte monatlich als Doppelnummer und mit einem Umfang von 16 Seiten geliefert. Von 1863 bis zur Einstellung der Zeitschrift 1919 wurde in der Regel monatlich ausgeliefert, wobei die einzelnen Hefte mit der Monatsnummer, ab 1903 mit dem Monatsnamen bezeichnet wurden. Ein Monatsheft umfasste bis 1903 16 Seiten, ab 1904 32 Seiten und ab 1913 32–64 Seiten. Im August 1927 erschien nach sieben Jahren Pause noch einmal ein letztes Heft mit 36 Seiten. Die Seitenzahlen eines Jahrgangsbands wurden durchnummeriert.
| Von  | Bis  | Periode  | Seitenzahl pro Heft | Seitenzahl pro Band | Zählung der Hefte                |
| 1858 |      | 14 Tage  | 8                   | 54                  | Nummer 1–6                       |
| 1859 |      | 14 Tage  | 8                   | 196                 | Nummer 1–24                      |
| 1860 | 1862 | Monat    | 16                  | 196                 | Doppelnummer 1/2-23/24           |
| 1863 | 1902 | Monat    | 16                  | 196                 | Nummer 1–12                      |
| 1903 |      | Monat    | 16                  | 196                 | Januar–Dezember                  |
| 1904 | 1919 | Monat    | 32                  | 384                 | Januar–Dezember                  |
| 1913 | 1918 | Monat    | 32-48               | 384                 | Januar–Dezember                  |
| 1919 |      | 2 Monate | 64                  | 384                 | Januar/Februar–November/Dezember |
| 1927 |      | Monat    | 36                  | –                   | August                           |

## Programm
Im programmatischen Vorwort zur ersten Ausgabe des Christlichen Kunstblatts (Grüneisen 1858) formulierte Carl Grüneisen die Leitsätze, die der Herausgabe der Zeitschrift zugrunde lagen. Die Kunst sollte nach dem Verständnis der Herausgeber „im willigen Dienste des Christenthums“ stehen. Die Zeitschrift sollte nicht zu einem „Sprechsaal für Kunstphilosophie, Alterthumswissenschaft und Kunstkritik“ werden, sie sollte vielmehr „praktisch, belehrend und erbauend wirken“ und dem „Interesse und Verständnis des christlichen Volks“ dienen. Aufgabe des Blattes sollte die „Beschreibung bedeutender älterer und neuerer Werke der Architektur, Skulptur und Malerei, sowie der vervielfältigenden zeichnenden Künste“ sein. Auch sollte dem überkommenen „puritanischen Eifer“ entgegengewirkt werden, der in seiner Kunstfeindlichkeit „das Verderben schöner Kirchen, den Untergang herrlicher Bildwerke, [...], die Mißgestalt moderner Restaurationen u. dgl. zur Folge gehabt“ habe.
Als 1904 David Koch Alleinherausgeber wurde, verfasste auch er eine programmatische Einleitung, die er als „Unser Eingang“ betitelte (Koch 1904). Nach seiner Auffassung sollte das Hauptziel der Zeitschrift die „Verwertung der Kunst für das Leben“ sein. Bei der „Neugestaltung des Kunstblatts“ sollte berücksichtigt werden, dass die Baukunst die Aufgabe habe, „neue Gotteshäuser [zu schaffen], welche dem Geist und dem Zweck des evangelischen Bekennens entsprechen“. Koch wollte in der Zeitschrift eine Art „Sprechsaal“ einrichten, in der die „christlich interessirten Laien – und die Pfarrer“ mitreden konnten, und dafür Sorge tragen, dass „manches direkte Wort aus dem Munde, aus der Feder unserer Künstler“ seinen Platz finden würde. Die Zeitschrift sollte „die Freiheit der Kunst“ beachten, aber „das Ideal christlicher Kunst [müsse] der deutsche Typus der Darstellungswerte christlicher Kunst sein“, eine Devise, die dem nationalen Ethos der Zeit entspricht.

## Verbreitung
Öffentlich zugängliche Informationen über die Verbreitung des Christlichen Kunstblatts gibt es nur für die Jahre 1859-1861 (siehe Literatur, Statistik). Demnach gab es 1859 1446 Abonnenten, 1860 1348 und 1861 1274, die Auflage des Jahrs 1859 ging also jährlich um etwa 100 Exemplare zurück. Die meisten Abnehmer fand die Zeitschrift in den Jahren 1859-1861 im „Stammland“ Württemberg (um 200), in Sachsen (über 100), in Bayern (um 100) und in Preußen (um 500). 
Ein großer Teil der württembergischen Abonnenten waren Mitglieder des Vereins für christliche Kunst in der evangelischen Kirche Württembergs, so wie auch der Verein für christliche Kunst in Berlin pauschal über 200 Exemplare abnahm. Offenbar wurde die Zeitschrift an die Mitglieder des Volkskunstbundes automatisch wie eine Vereinszeitschrift ausgeliefert. Dies geht aus einer Mitteilung hervor, die 1911 im Christlichen Kunstblatt erschien: „Die bisherige Form der Mitgliedschaft bleibt [...] bestehen mit einem Bundesbeitrag von Mark 8.–, wofür das Kunstblatt inkl. Flugschriften geliefert wird [...].“

## Titelblatt und Umschlag
Fast ein halbes Jahrhundert, von 1858 bis 1903, blieb das Titelblatt unverändert, dann wechselte es unter der Herausgeberschaft von David Koch viermal sein Aussehen. Vom vorderen Umschlag sind zwei Varianten während Kochs Herausgeberschaft bekannt.

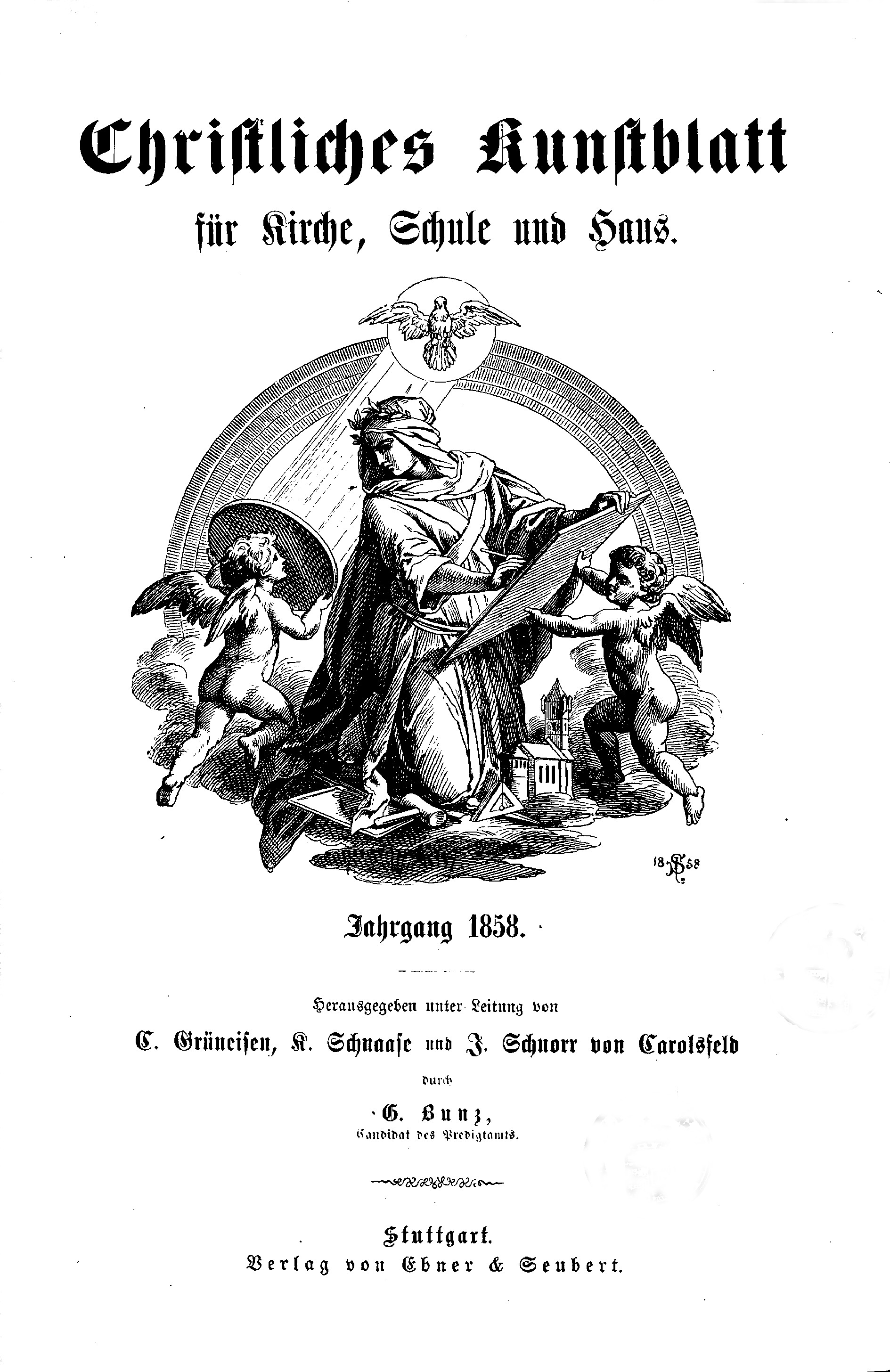
Titelblatt 1858-1903
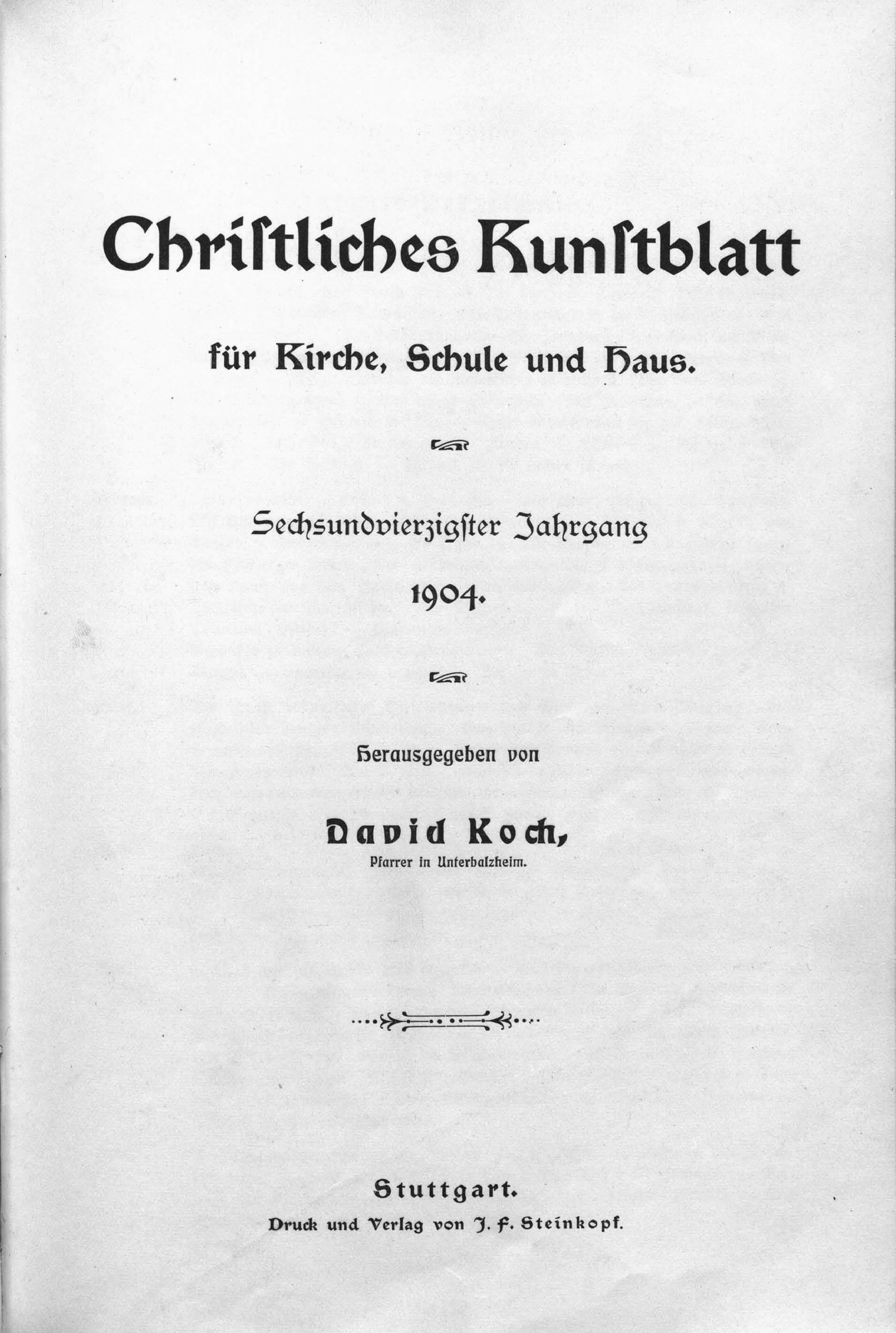
Titelblatt 1904-1907
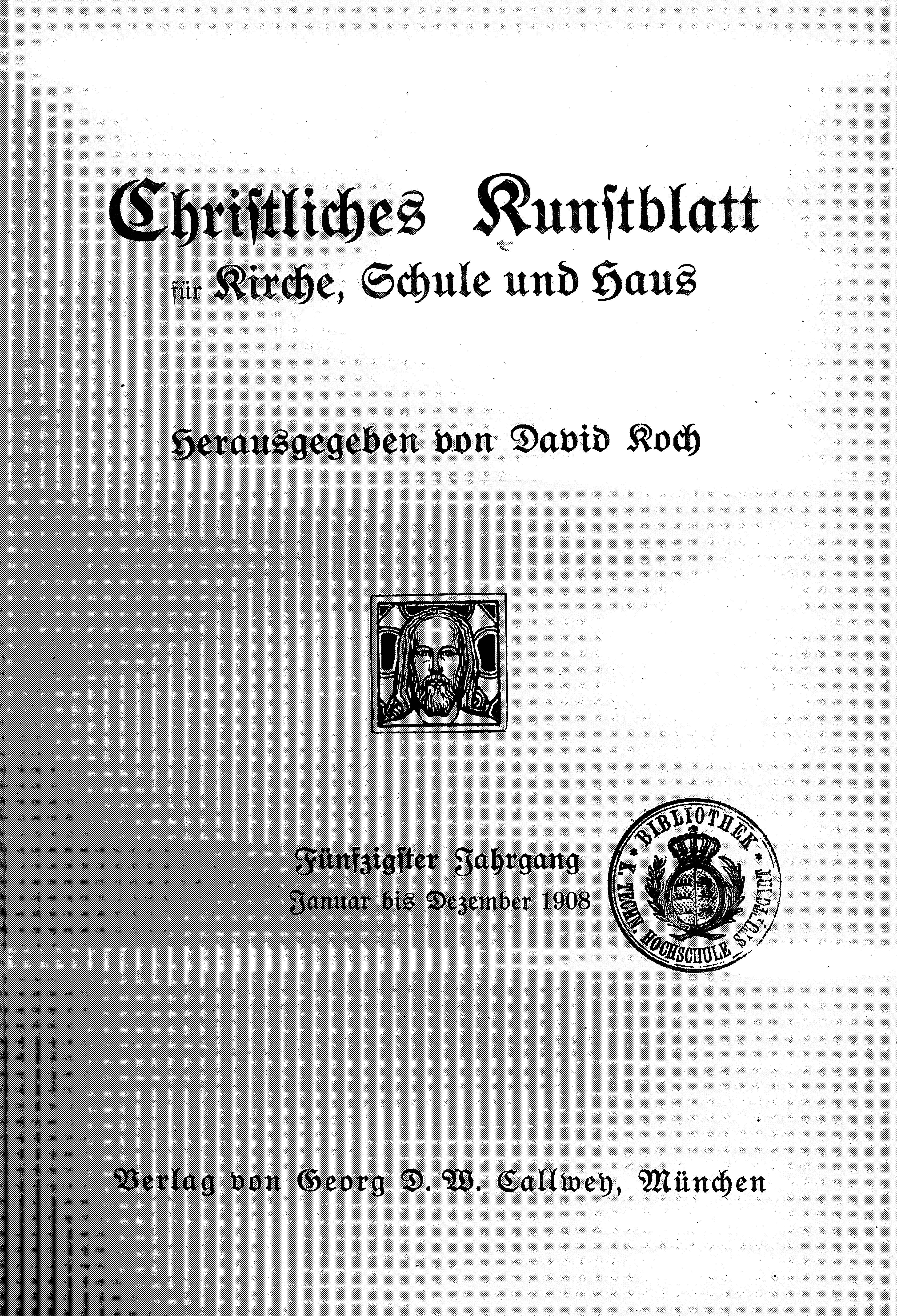
Titelblatt 1908
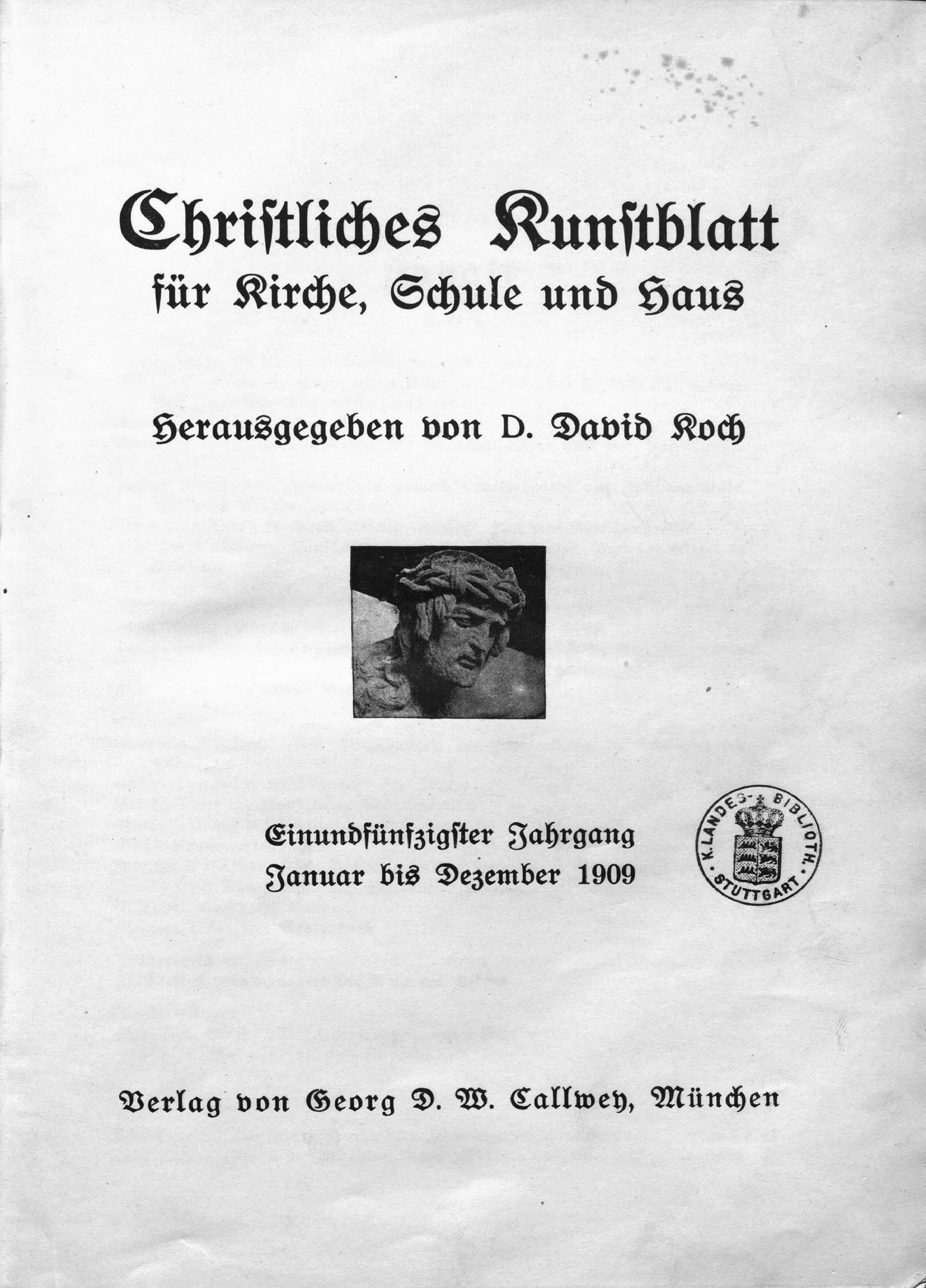
Titelblatt 1909-1911, 1915-1919
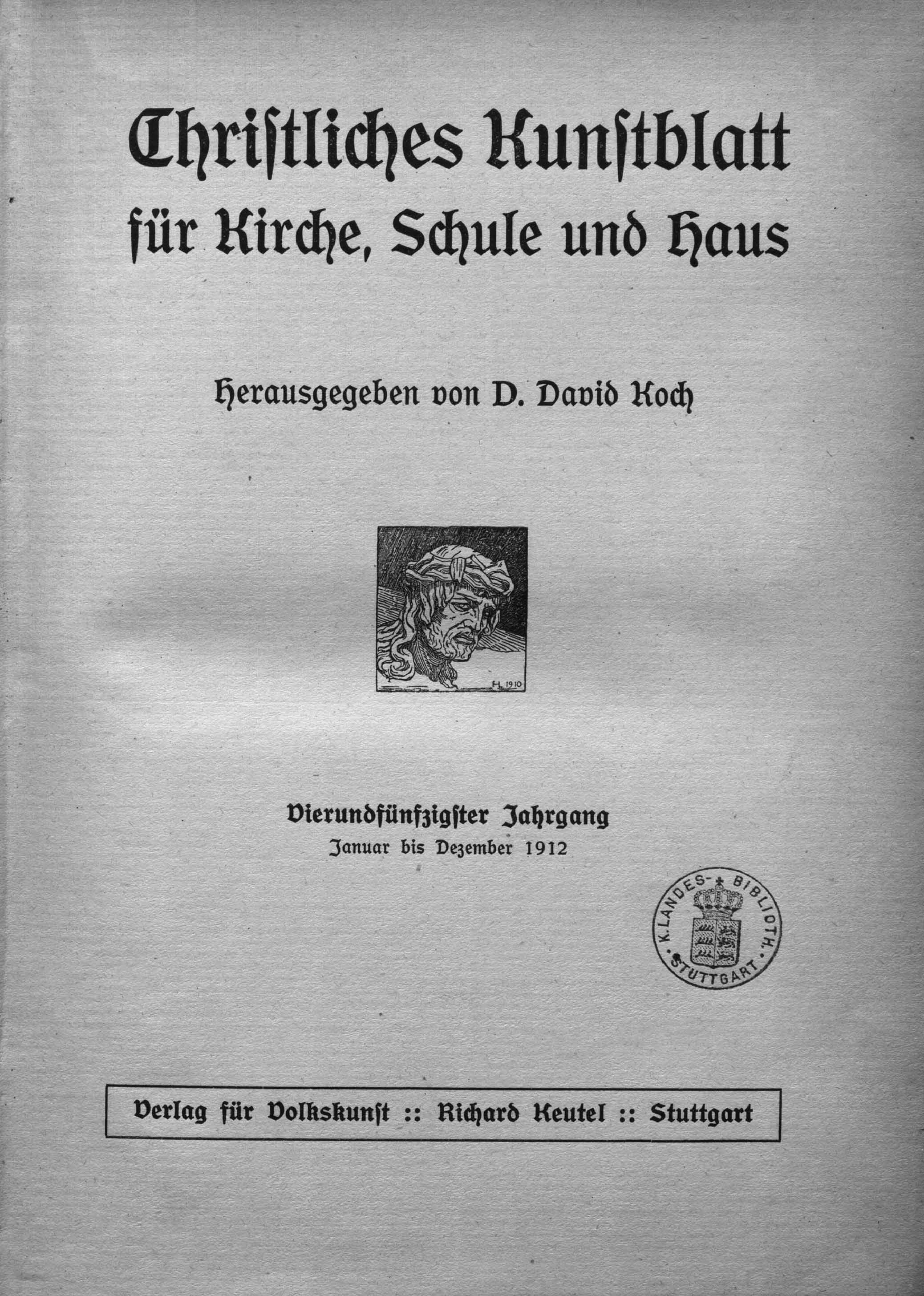
Titelblatt 1912-1914
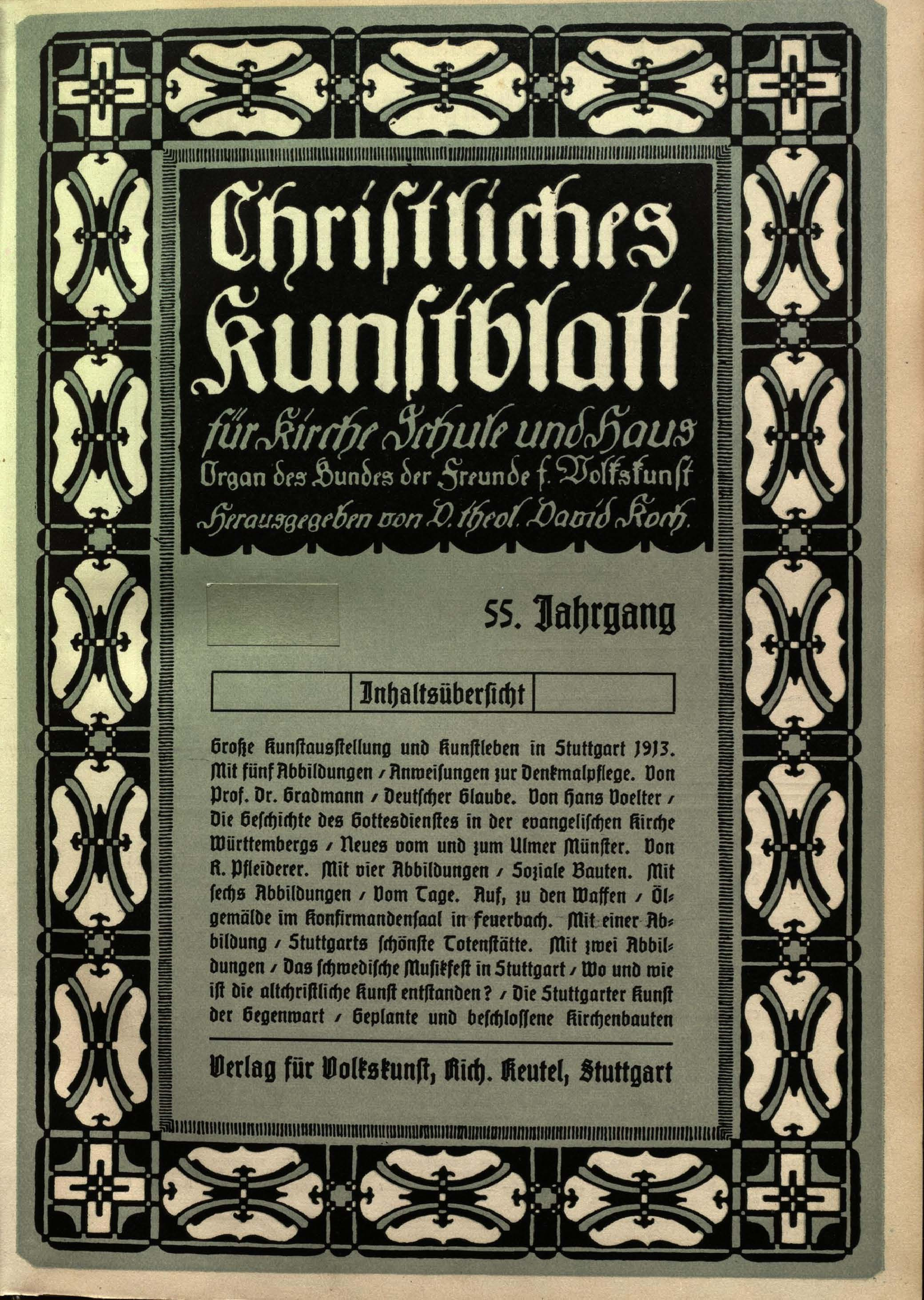
vorderer Umschlag ab 1913
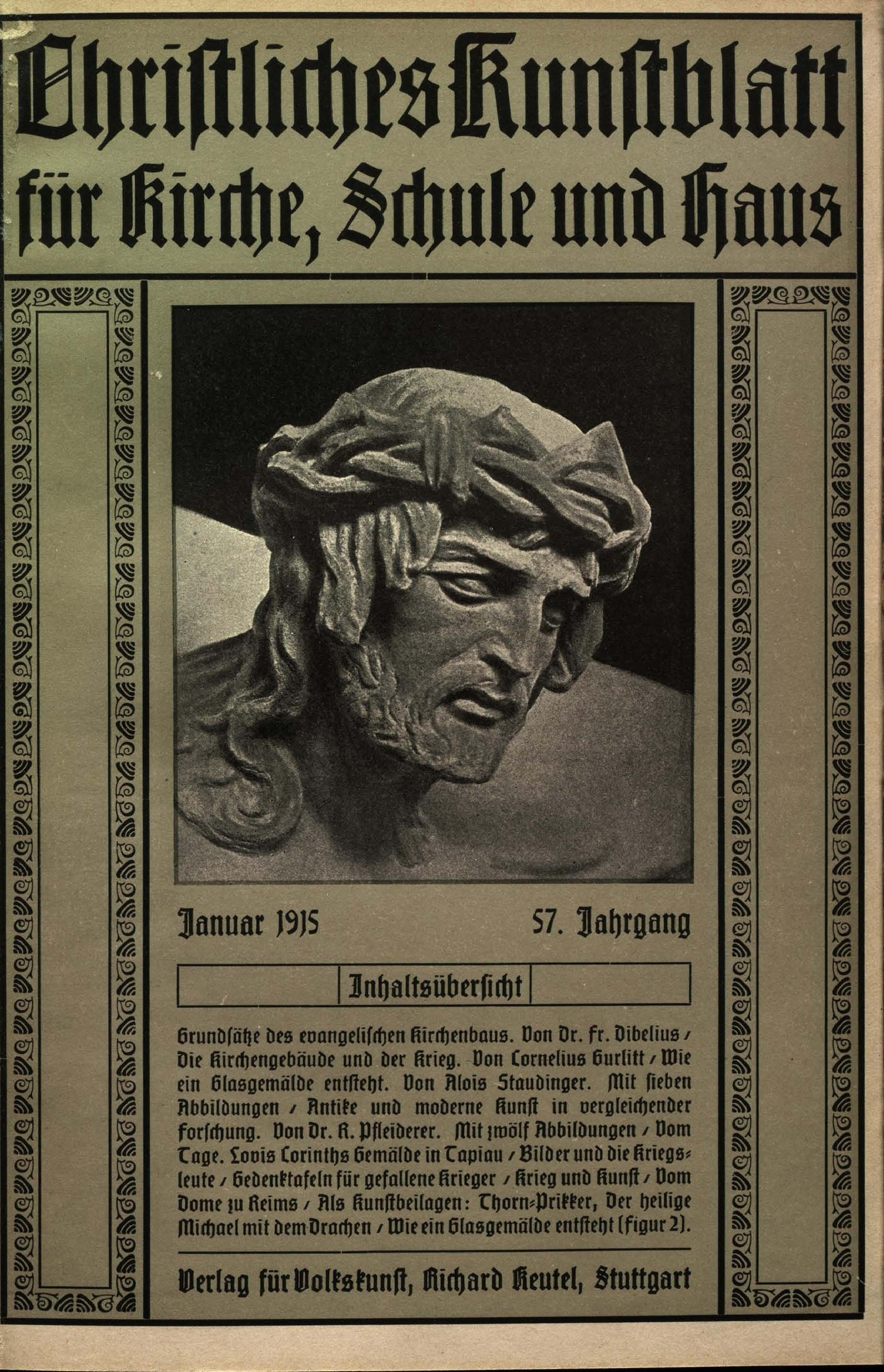
vorderer Umschlag ab 1915
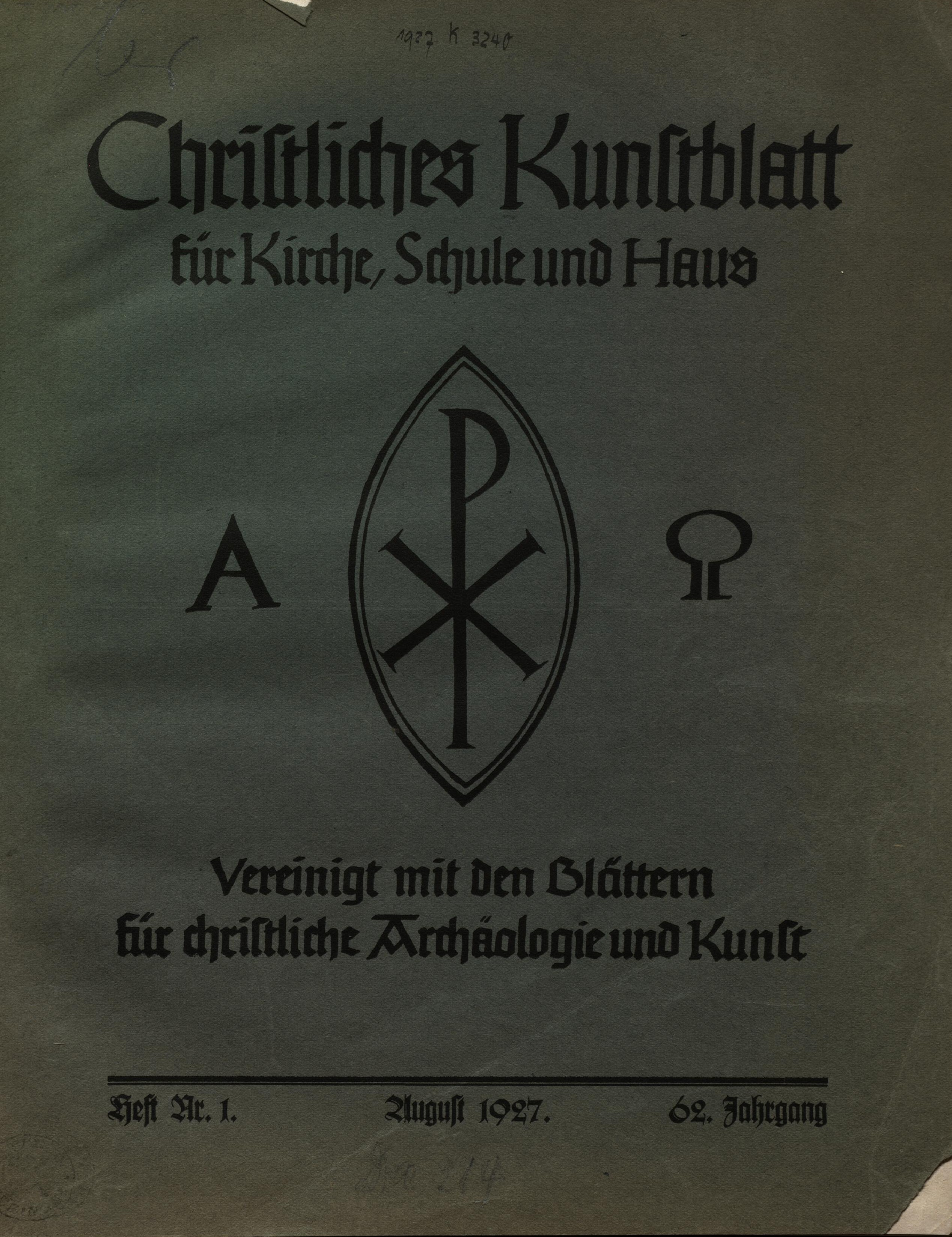
vorderer Umschlag 1927

## Verzeichnisse
Alle Jahrgänge sind mit einem Inhaltsverzeichnis ausgestattet. Register fehlen ab 1908, Illustrationsverzeichnisse ab 1879 (Ausnahmen: siehe unten).
Inhaltsverzeichnis. Bis 1907 bestand das Inhaltsverzeichnis, das zeitweise auch als Inhalts-Anzeige oder Inhalt bezeichnet wurde, aus einer 1- oder 2-seitigen Inhaltsangabe der einzelnen Hefte, wobei die Artikelüberschriften je Heft und ohne Seitenangaben aneinandergereiht wurden. Ab 1908 waren die Jahrgänge mit einem strukturierten, 5- bis 7-seitigen Inhaltsverzeichnis mit Seitenangaben ausgestattet. Je Heft wurde die Inhaltsangabe nach Gruppen (Aufsätze, Bilderbeilagen, Textbilder, Notenbeilagen) gegliedert. Anstatt eines Illustrationsverzeichnisses wurden die Illustrationen heftweise unter der Überschrift Bilderbeilagen bzw. Textbilder aufgelistet.
Siehe auch: Literatur, Inhaltsverzeichnis.
Register. Bis 1907 und ausnahmsweise noch einmal 1911 war jedem Jahrgang ein Register beigegeben. Die Bezeichnung der Register wechselte, wobei fast immer der Begriff Register und meist auch die Bestimmungswörter Sach- und Namen- bzw. Personen- enthalten waren. Die Register enthielten in alphabetischer Reihenfolge Stichwörter aus den einzelnen Heften. Die Qualität der Register ist unterschiedlich; manchmal waren sie sehr kurz und manchmal sehr umfangreich.
Siehe auch: Literatur, Register.
Illustrationsverzeichnis. Von 1859 bis 1878 war jedem Jahrgang ein Illustrationsverzeichnis beigegeben („Verzeichniß der Illustrationen“), außer in den Jahren 1862 und 1870-1871. Die Abbildungen wurden alphabetisch nach Stichwörtern und mit Seitenangabe aufgelistet.
Siehe auch: Literatur, Illustrationsverzeichnis.	

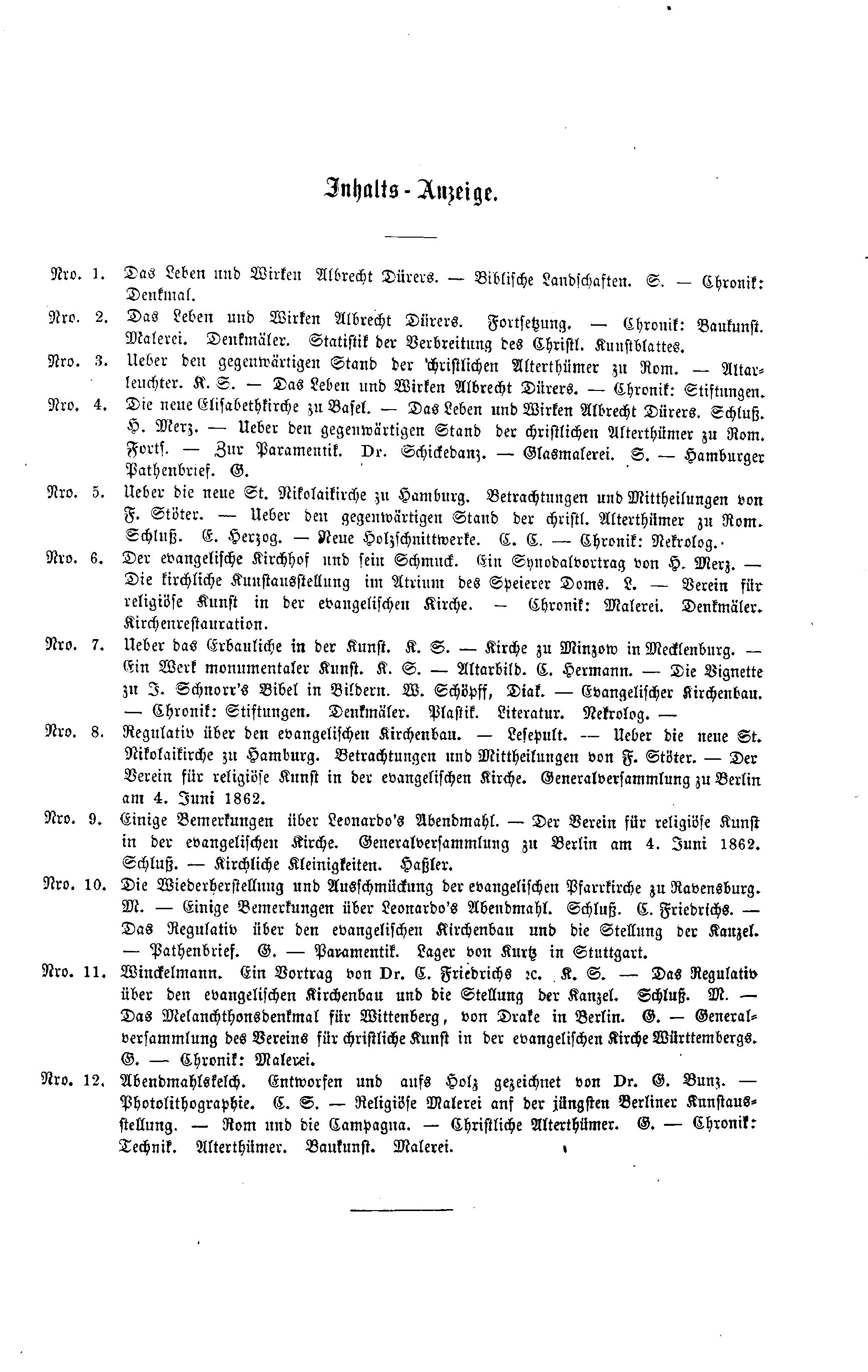
Inhaltsverzeichnis 1862
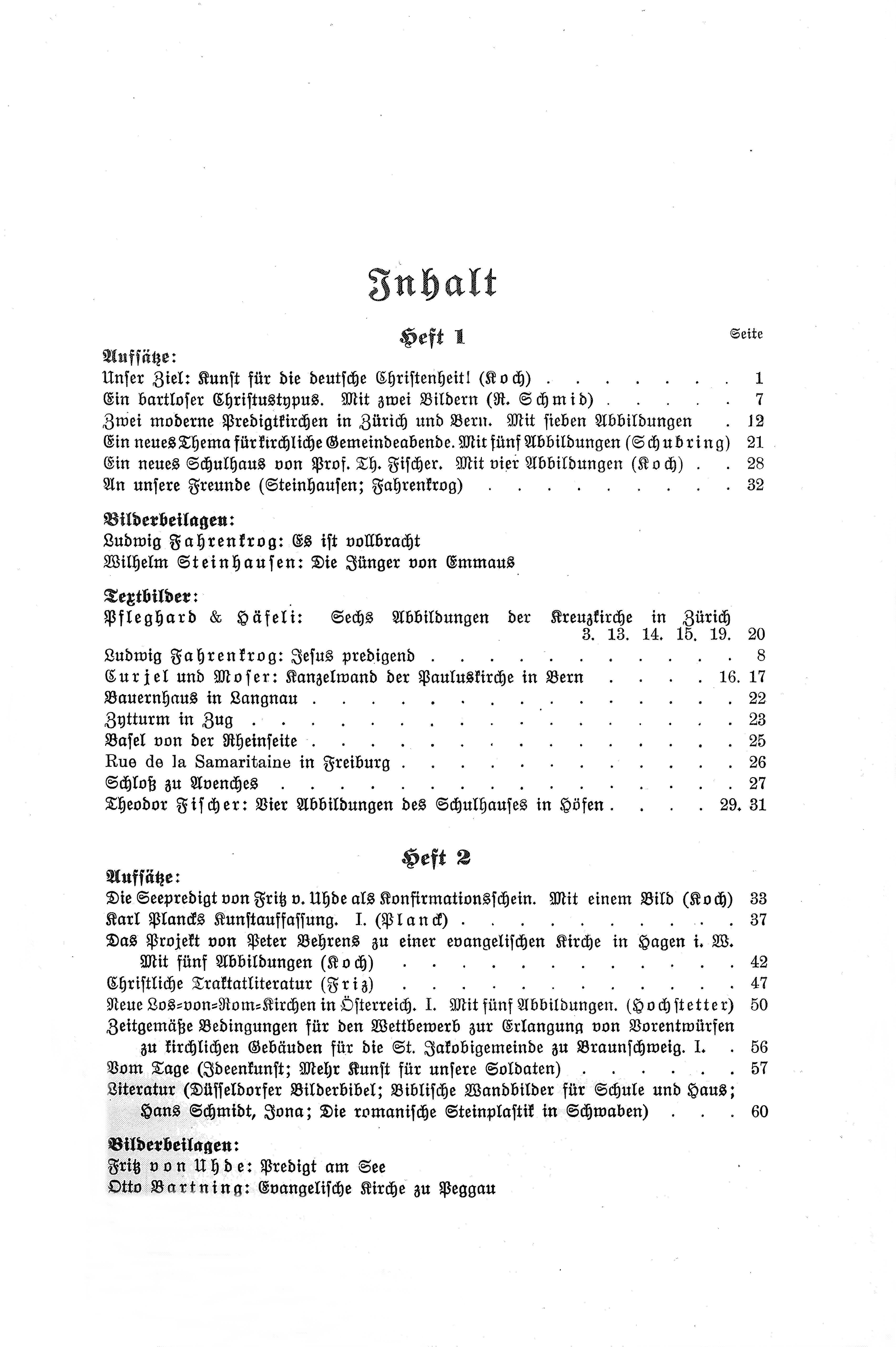
Inhaltsverzeichnis 1908 (1. Seite)
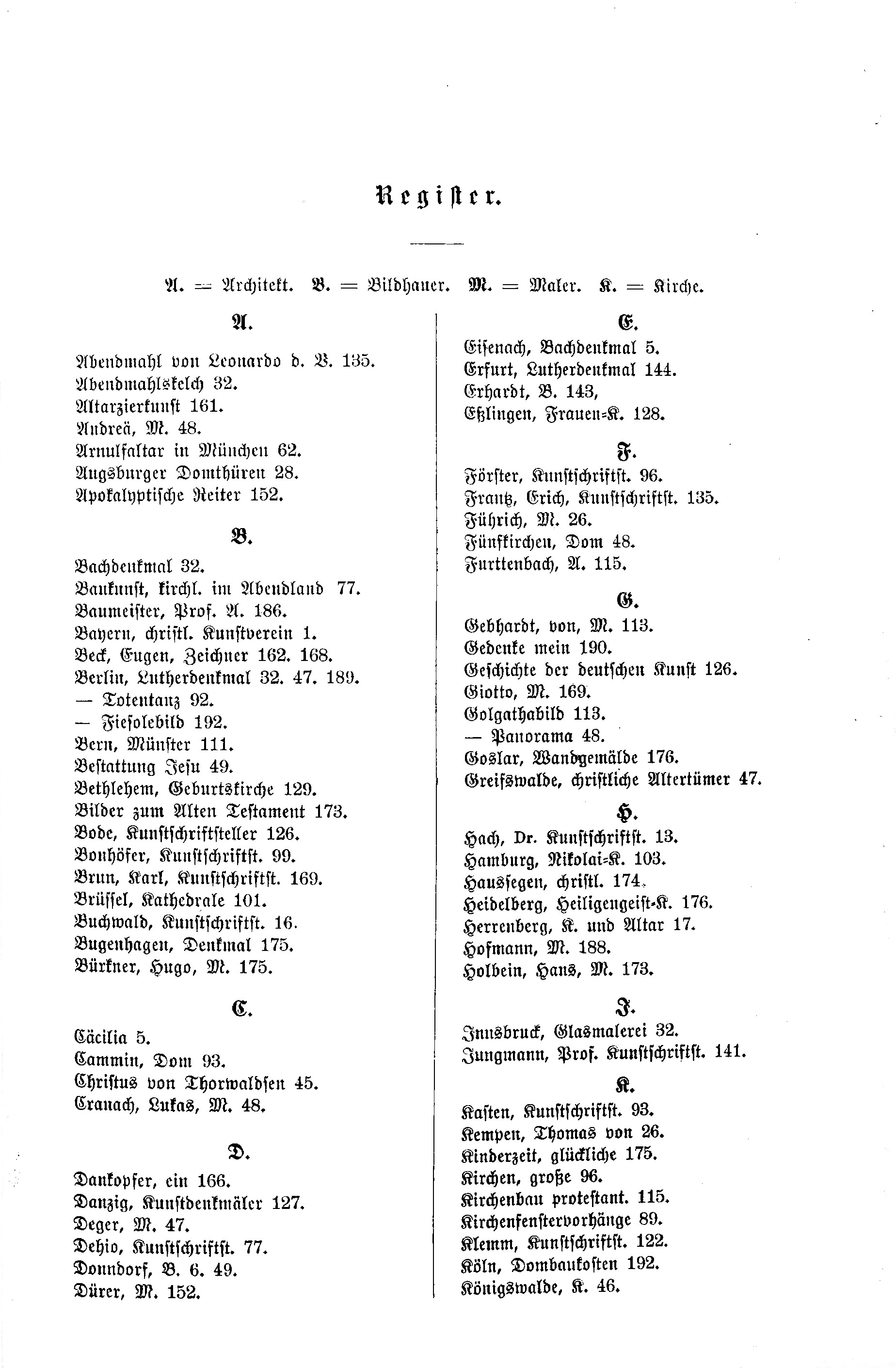
Register 1885 (1. Seite)
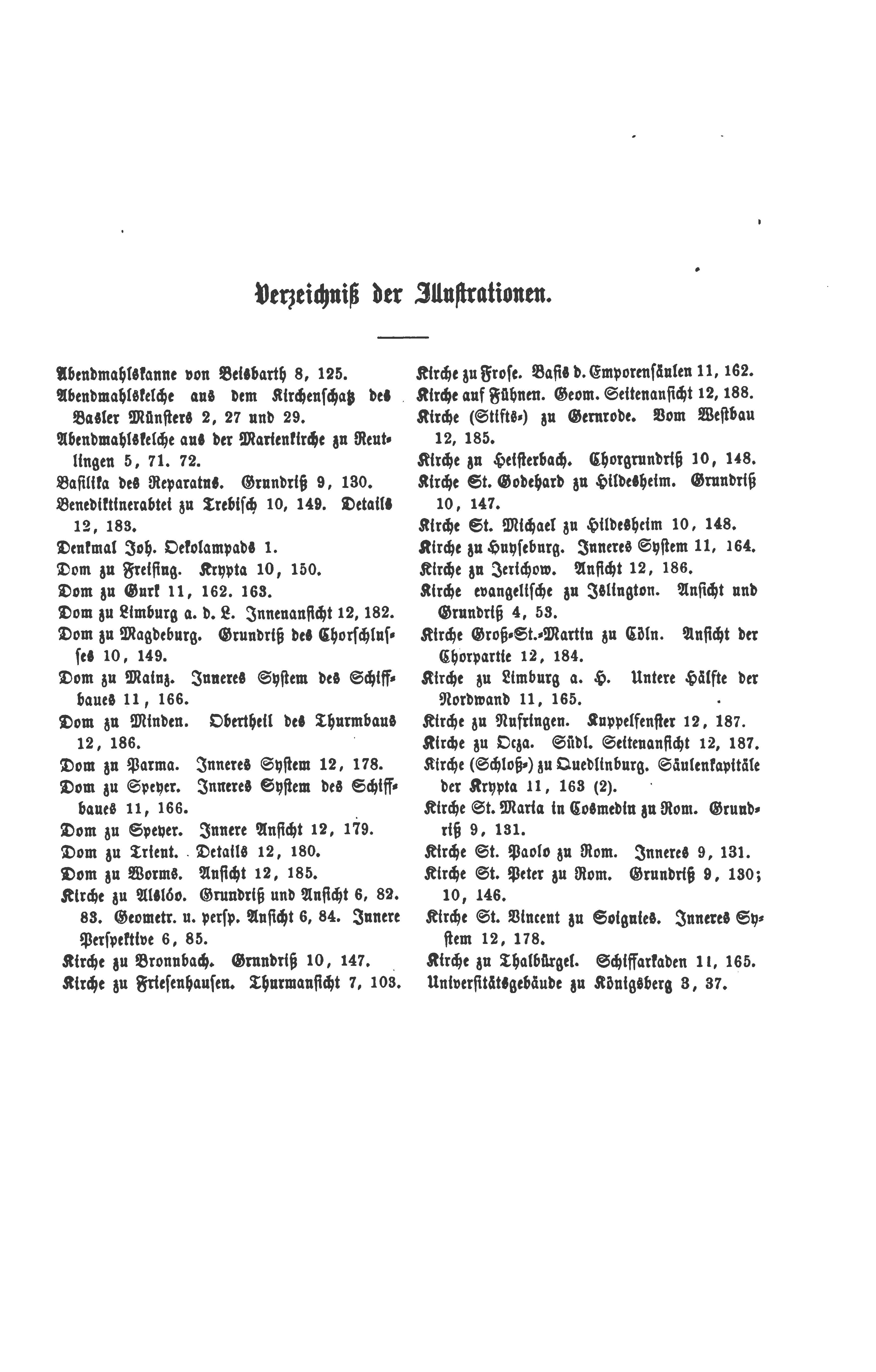
Illustrationsverzeichnis 1863

## Verzeichnisse, Register, Auszüge
- Christliches Kunstblatt für Kirche, Schule und Haus, Illustrationsverzeichnis 1858-1919 (PDF).
- Christliches Kunstblatt für Kirche, Schule und Haus, Inhaltsverzeichnis 1858-1919, 1927 (PDF).
- Christliches Kunstblatt für Kirche, Schule und Haus, Register 1858-1919 (PDF).
- Carl Grüneisen: Vorwort. In: Christliches Kunstblatt für Kirche, Schule und Haus 1.1858, Seite 1–5 (PDF).
- Carl Grüneisen: Statistik der Verbreitung des christlichen Kunstblatts für 1859, 1860, 1861. In: Christliches Kunstblatt für Kirche, Schule und Haus 2.1860, Seite 15, 3.1861, Seite 16, 4.1862, Seite 32 (PDF).
- David Koch: Unser Eingang. In: Christliches Kunstblatt für Kirche, Schule und Haus 46.1904, Seite 1–6 (PDF).
- N. N.: D. David Koch † [Nekrolog]. In: Christliches Kunstblatt für Kirche, Schule und Haus, 61.1919, Seite 321. (PDF).